# Pseudischnaspis
Pseudischnaspis är ett släkte av insekter. Pseudischnaspis ingår i familjen pansarsköldlöss.
Kladogram enligt Catalogue of Life:
| Pseudischnaspis | \| \| Pseudischnaspis acephala \| \| \| \| \| \| Pseudischnaspis bowreyi \| \| \| \| |
|                 | \| \| Pseudischnaspis acephala \| \| \| \| \| \| Pseudischnaspis bowreyi \| \| \| \| |
|                 | Pseudischnaspis acephala                                                             |
|                 |                                                                                      |
|                 | Pseudischnaspis bowreyi                                                              |
|                 |                                                                                      |